# Etheldritha de Crowland
Etheldritha de Crowland, també coneguda com a Ælfthryth o Alfreda, és una santa venerada a l'Església catòlica Romana com a verge i reclusa.
Era filla del rei Offa de Mèrcia. D'acord amb una llegenda posterior i no gaire fiable, estava promesa a sant Etelbert, però quan ell arribà a la cort d'Offa per reclamar-la, va ser assassinat arran d'una conjura de la reina Cynethryth.
Després d'aquests fets, Etheldritha es retirà als pantans de l'abadia de Crowland. Es va construir una cel·la cap al 793 i va viure com a reclusa fins a la seva mort. Crowland reclamà que la seva tomba es trobava entre les dels sants posats al voltant de Guthlac de Crowland, però les relíquies es van perdre el 870 quan els danesos van atacar el monestir.
És impossible no sospitar de l'existència de certa confusió amb Aefleda, una altra filla d'Offa, el marit de la qual també va ser assassinat.